# شوشان پطروسیان
شوشان ساموئلی پطروسیان (Շուշան Սամվելի Պետրոսյան؛ زادهٔ ۲۳ سپتامبر ۱۹۶۷) یک خواننده، موسیقی‌دان، بازیگر و سیاستمدار اهل ارمنستان است که از تاریخ ۲۰۱۲ تا تاریخ ۲۰۱۸ سمت نمایندگی دوره‌های پنجم و ششم مجلس ملی جمهوری ارمنستان را برعهده داشت.

## زندگی‌نامه
در ۲۳ سپتامبر ۱۹۶۷ در ایروان به دنیا آمد . وی همچنین برنده هنرمند مردمی جمهوری ارمنستان شده‌است.